# تاریخ یهودیان در چین
یهودیان و یهودیت در چین عمدتاً از یهودیان سفاردی تشکیل شده‌اند. سایر تقسیمات قومی یهودیان شامل یهودیان اشکنازی، یهودیان میزراهی و تعدادی از نوکیشان هستند.
جامعه چینی یهودی طیف گسترده‌ای از سنت‌های فرهنگی یهود را نشان می‌دهد و همچنین طیف کاملی از مراسم مذهبی یهود را در بر می‌گیرد. یهودیان چین اگرچه اقلیت کوچکی بودند، اما از زمان ورود اولین مهاجران یهودی در طول سده هشتم میلادی حضور آشکاری در این کشور داشته‌اند. جوامع نسبتاً منزوی یهودی از دوران باستان تا چین مدرن، به ویژه یهودیان کایفنگ (از اصطلاح «یهودیان چینی» اغلب به معنای محدود برای اشاره به این جوامع استفاده می‌شود) گسترش پیدا کردند.
در سده نوزدهم و اوایل سده بیستم، بازرگانان یهودی از سراسر جهان در بنادر چین، به ویژه در مراکز تجاری هنگ کنگ، که برای مدتی مستعمره انگلیس بود، تجارت خود را آغاز کردند. شانگهای (سازش بین‌المللی و امتیاز فرانسه)؛ و هاربین (راه‌آهن سراسیری سیبری). در نیمه اول سده ۲۰ام، هزاران پناهنده یهودی که از کشتار در امپراتوری روسیه فرار کرده بودند، وارد چین شدند. در زمان تأسیس جمهوری خلق چین در سال ۱۹۴۹، فقط تعداد کمی از یهودیان شناخته شده بودند که پیرو آیین و فرهنگ خود بودند. جوامع یهودی چین از نظر قومی متنوع بوده‌اند، از یهودیان کایفنگ گرفته تا سایر بنادر سراسر چین. گزارش شده‌است که به دلیل ازدواج گسترده، آنها کم و بیش کاملاً در جمعیت اکثر چینی‌های هان جذب شدند. به خصوص در زمان سلسله مینگ. در اواخر سده بیستم و اوایل سده بیست و یکم، برخی از گروه‌های جهانی یهودیان، به ویژه اسرائیل شاوی، به یهودیان چینی کمک کرده‌اند تا میراث یهودی خود را کشف کنند و با ریشه‌های یهودی خود ارتباط برقرار کنند.

## بررسی کلی
اولین تماس چین با مردم یهود در نتیجه توسعه جاده ابریشم بود، یک راه جاده‌ای تجارت باستان که چین و خاورمیانه و اروپا را بهم پیوند می‌دهد و در طول سلسله هان در سال ۲۰۶ پیش از میلاد ایجاد شده‌است و شامل راه‌های تجاری موجود است که ۲۰۰ سالها قبل توسط امپراتوری هخامنشی ایران توسعه داده شد. اولین موج یهودیان در چین در طول سلسله تانگ (۶۱۸–۹۰۷ م) از غرب آسیا از طریق جاده ابریشم و از طریق دریا از طریق هند عبور کردند. آنها متشکل از یهودیان بابلی و پارسی بودند که در امتداد جاده ابریشم سفر کردند و در قلمروی امپراتور تانگ کایفنگ اقامت گزیدند. آن‌ها سرانجام یک جامعه متمایز یهودی کایفنگ را در طول سلسله سونگ تشکیل دادند که در نهایت بسیاری از آنها کارمندان برجسته دولت، پزشکان، خاخام‌ها و بازرگانان شدند. آنها سرانجام به فرهنگ چینی پیوستند، زبان چینی را آموختند و با مردم هان چینی ازدواج با کردند. سایر محققان غربی حدس می‌زنند که موج اول اسکان یهودیان در چین ممکن است حتی در اوایل سلسله هان (۲۵–۲۲۰ م)، که همزمان با آزار و اذیت رومیان به یهودیان یهودی است، پس از تخریب معبد رومی در اورشلیم در ۷۰ م آمده باشند. حضور جامعه ای از مهاجران یهودی در چین با تاریخ قوم یهود در هزاره‌های اول و دوم میلادی مطابقت دارد، زیرا آنها شاهد پراکنده شدن و استقرار در سرزمین‌های اوراسیا بودند، به ویژه که تعداد زیادی از یهودیان بخارایی در سراسر آسیای میانه مستقر شده‌اند. . در سده نهم، جغرافی‌دان ایرانی، ابن خردادبه سفرهای بازرگانان یهودی بنام رادانیت را یادداشت کرد که تجارت آنها را از طریق جاده ابریشم از طریق آسیای میانه و هند به چین می‌برد. وی به حضور بازرگانان یهودی در تعدادی از شهرهای چین و نقش اقتصادی مهمی که آنها در حمل کالا و همچنین انتقال تخصص علمی و فناوری از طریق خشکی و دریا از اسپانیا و فرانسه از طریق خاورمیانه به چین داشتند، اشاره کرد. کاوشگر ایتالیایی قرون وسطایی، یعقوب از آنکونا، نویسنده مفروض کتاب سفرها، یک تاجر یهودی دانشمند بود که به زبان بومی ایتالیایی می‌نوشت، و در سال ۱۲۷۱ به چین رسید گرچه برخی از نویسندگان صحت آن را زیر سؤال می‌برند.
طی سده‌ها، جامعه کایفنگ عملاً از جمعیت چینی هان قابل تشخیص نبود و بنابراین دیگر توسط دولت چین به عنوان یک اقلیت قومی جداگانه شناخته نمی‌شود. این امر در نتیجه حفظ بسیاری از آداب و رسوم یهودیان و اتخاذ بسیاری از آداب و رسوم چینی هان از جمله نژاد پدرسالارانه و ازدواج گسترده با جمعیت محلی هان است. از آنجا که اعمال مذهبی آنها از نظر عملکرد منقرض شده تلقی می‌شود، طبق قانون بازگشت مجاز به مهاجرت سریع به اسرائیل نیستند مگر اینکه صریحاً تغییر دین دهند.
امروزه بسیاری از یهودیان با اکثریت جمعیت چینی هان ترکیب شده‌اند. برخی از آنها و همچنین جوامع بین‌المللی یهودی در جستجوی این فرزندان هستند تا به آنها کمک کند تا علاقه خود را به ریشه‌های یهودی خود احیا کنند. این امر به ویژه در چین مدرن بسیار مهم است زیرا عضویت در هر گروه اقلیت شامل مزایای مختلفی از جمله کاهش محدودیت در تعداد فرزندان و آسان‌تر بودن استانداردهای پذیرش برای تحصیلات عالی است

## تاریخ
برخی اظهار داشته‌اند که یهودیانی که از نظر تاریخی در جاهای مختلف چین اقامت داشته‌اند، از ده قبیله گمشده پادشاهی باستان اسرائیل در تبعید که در مناطق چین امروزی نقل مکان کرده‌اند، نشأت گرفته‌اند. ردپای برخی از آیین‌های باستانی یهودیان در برخی جاهای چین قابل مشاهده شده‌است.
یک گروه مشهور یهودیان کایفنگ بودند که گفته می‌شود در اواسط دوران حکم‌رانی دودمان هان از ایران به هند سفر کرده‌اند و بعداً از مناطق مسلمان نشین شمال غربی چین (استان امروز گانسو) به استان هنان در دوران حکومت دودمان سونگ شمالی مهاجرت کردند(960–1127).

### ریشه‌ها

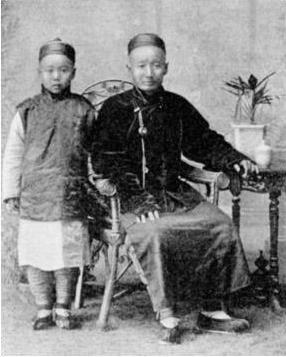
یهودیان کایفنگ، اواخر سده ۱۹ یا اوایل سده ۲۰

یک نظریه وجود دارد که اظهار دارد اولین یهودیان پس از تصرف اورشلیم توسط تیتوس امپراتور روم در ۷۰ م از طریق ایران به چین مهاجرت کردند. تعداد زیادی از یهودیان در زمان امپراتور مینگ هان (۵۸–۷۵ م) از ایران مهاجرت کردند.
بسیاری از جوامع یهودی در سده‌های میانه در چین تأسیس شدند. با این حال، همه شواهد از وجود آنها باقی نمانده‌است. موارد زیر آنانی هستند که امروز شناخته شده عبارتند از: کایفنگ، هانگژو، نینگبو، یانگژو، نینگ‌شیا، گوانگ‌ژو، پکن، کوانژو، نانجینگ، شی‌آن و لوئویانگ.

### شواهد اولیه

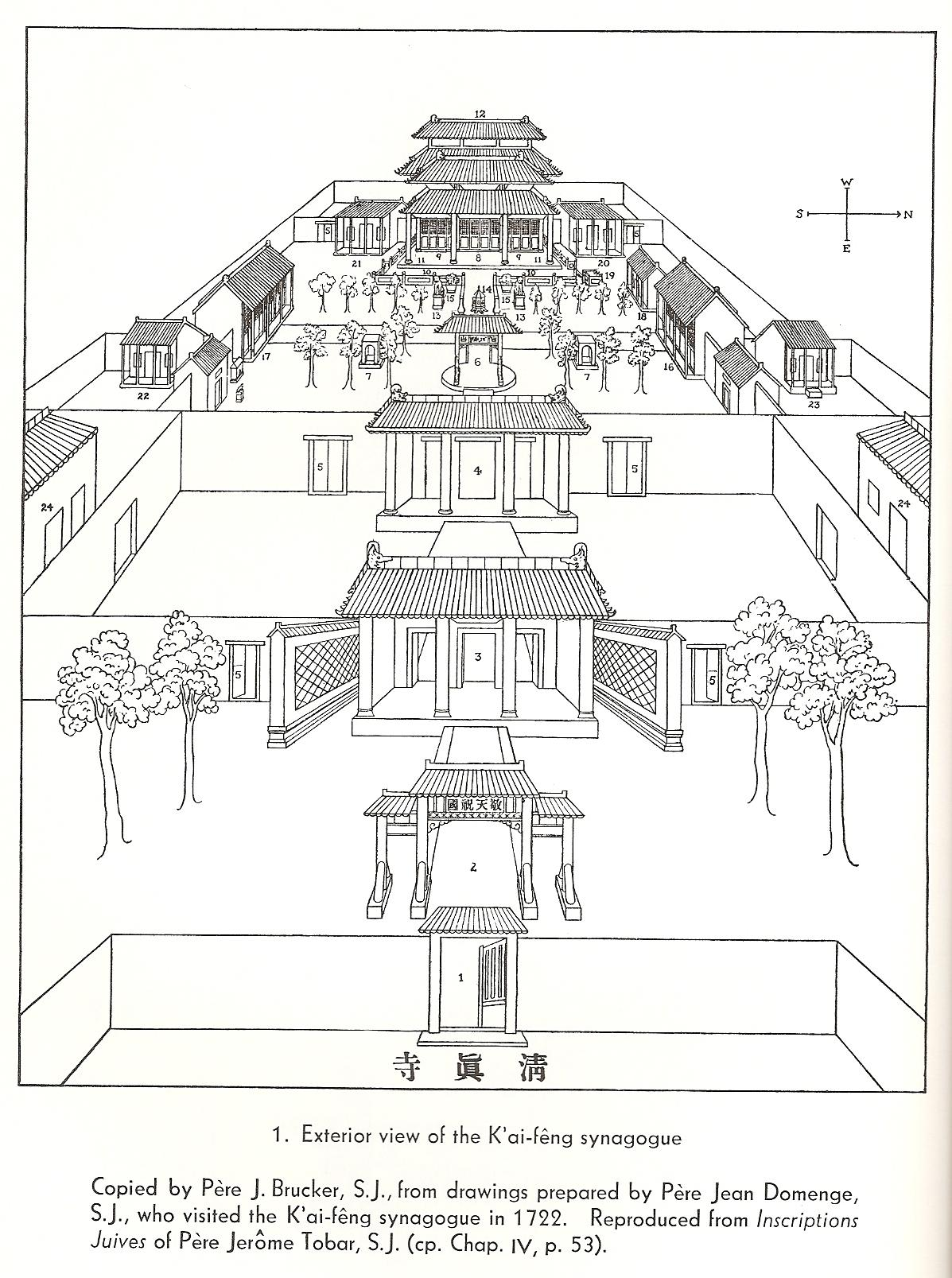
نمای پرنده از کنیسه در کایفنگ.

اولین شواهد نشان دهنده حضور یهودیان در چین مربوط به اوایل سده ۸ است: نامه ای تجاری نوشته شده به زبان یهودی-فارسی، کشف شده توسط مارک اورل استین. این نامه (که اکنون در موزه بریتانیا نگهداری می‌شود) در دندان اویلیق یافت شد، یک پست مهم در امتداد جاده ابریشم در شمال غربی چین در طول سلسله تانگ (۶۱۸–۹۰۷). طول این متن سی و هفت سطر است و روی کاغذ نوشته شده‌است، محصولی که پس از آن فقط در چین تولید شد. توسط دیوید ساموئل مارگولیوث مشخص شد که قدمت آن از سال ۷۱۸ میلادی است. ابن زید الحسن از سیراف، یک مسافر عربستانی در سده ۹، گزارش می‌دهد که در ۸۷۸ پیرو رهبر شورشیان چینی هوانگ چائو کانتون (گوانگژو) را محاصره کرده و تعداد زیادی از بازرگانان خارجی، عرب، فارس، مسیحی و یهودی مقیم آنجا را به قتل رساندند. .
گردشگر مشهور ونیزی ، مارکو پولو، که در اواخر سده سیزدهم به چین سفر کرد، که آن زمان تحت سلطنت یوان بود، برجستگی تجار یهودی در پکن را توصیف کرد. منابع مشابه را می‌توان در یادداشت‌های جان فرانسیسکانی مونتکوروینو، اولین اسقف اعظم اسقف اعظم کاتولیک روم در اوایل قرن ۱۴، و نوشته‌های ابن بطوطه، نماینده عربستان به امپراتوری مغول در اواسط قرن ۱۴ یافت.

## تاریخ معاصر

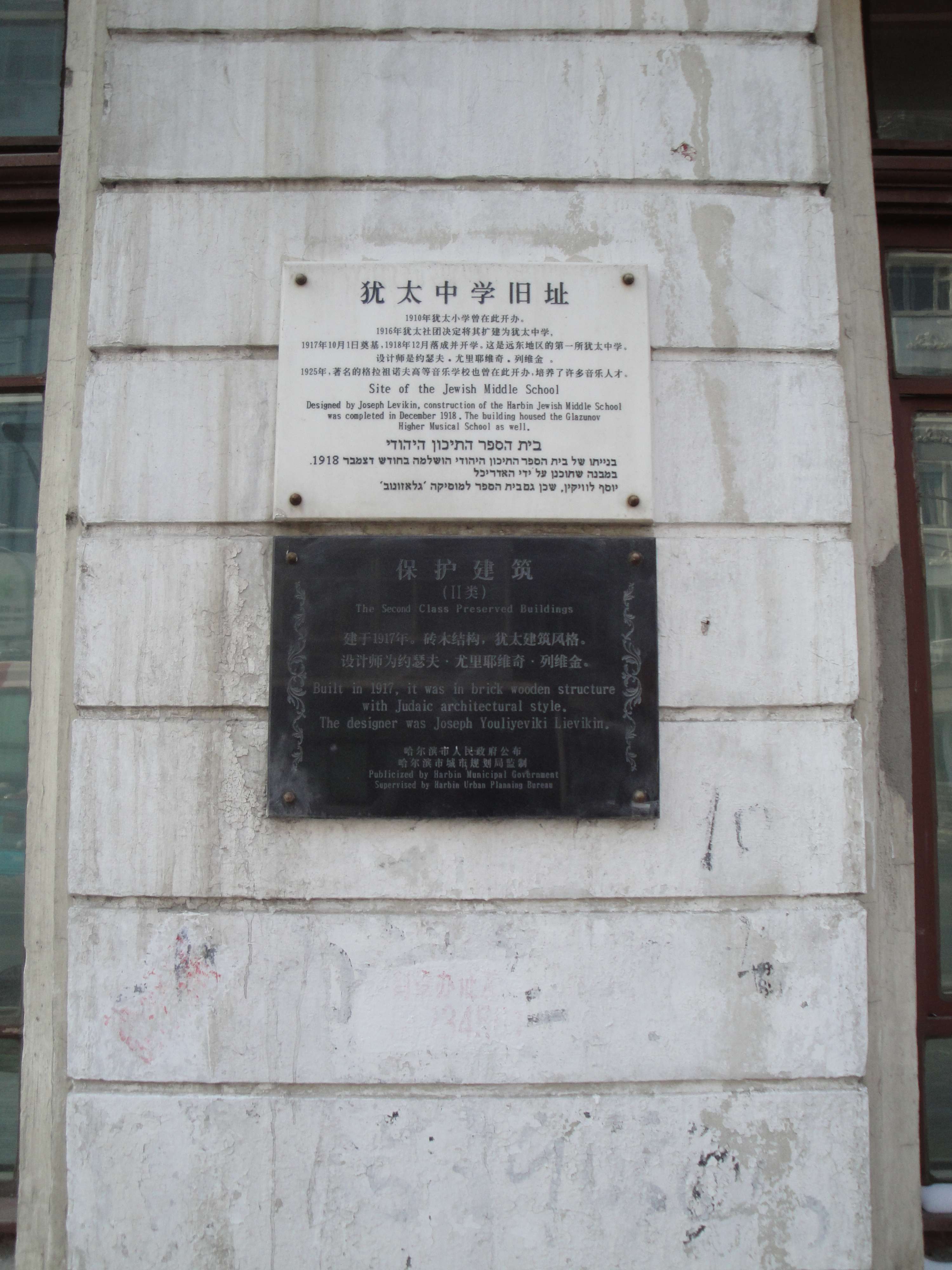
یک لوح یادبود مدرسه میانه یهودی سابق در هاربین، اکنون دبیرستان شماره ۲ کره میانه است

منابع معاصر جمعیت یهودیان چین را در سال ۱۹۴۰ - از جمله مانچوکوئو - ۳۶۰۰۰ نفر تخمین زدند (منبع: دانشنامه کاتولیک).
زندگی یهودیان در شانگهای با ورود انگلیسی‌ها اوج گرفته بود. یهودیان مزراحی از خاورمیانه از طریق هند و هنگ کنگ به عنوان بازرگانان آمدند و در نیمه دوم سده نوزدهم برخی از شرکتهای تجاری برجسته را تأسیس کردند. بعداً، پس از جنگ جهانی اول، بسیاری از یهودیان اشکنازی از اروپا آمدند.
اشغال ژاپن در شمال شرقی چین در سال ۱۹۳۱ و تأسیس مانچوکوئو در سال ۱۹۳۲ تأثیر منفی بر جامعه یهودیان هاربین (۱۳۰۰۰ نفر در سال ۱۹۲۹) داشت. بیشتر آن یهودیان هاربین را به مقصد تیانجین، شانگهای و فلسطین تحت کنترل بریتانیا ترک کردند. یهودیان روس تا سال ۱۹۳۹ حدود ۵۰۰۰ نفر در شانگهای جمعیت داشتند.

### جنگ جهانی دوم
موج دیگری از ۱۸٬۰۰۰ یهودی از آلمان، اتریش و لهستان برای فرار از هولوکاست در اواخر دهه ۱۹۳۰ و اوایل دهه ۴۰ به شانگهای مهاجرت کردند. شانگهای در آن زمان یک شهر باز بود و محدودیتی در زمینه مهاجرت نداشت و برخی دیپلمات‌های چینی مانند هو فنگ شان گذرنامه‌های «محافظتی» و دیپلمات ژاپنی سوگیهارا چیئونه ویزاهای رفت‌آمدی صادر کردند که پناهندگان پس از مدت کوتاهی می‌توانستند با آنها به شانگهای بروند. تعداد کل یهودیانی که در این دوره وارد شانگهای شدند برابر با کل یهودیانی است که در مجموع به استرالیا، کانادا، هند، نیوزیلند و آفریقای جنوبی فرار کرده‌اند. بعداً بسیاری از یهودیان در چین به استقرار دولت مدرن اسرائیل نقل مکان کردند.
شانگهای پناهگاه مهمی برای پناهندگان یهودی در طول هولوکاست بود، زیرا یکی از معدود مکانهای جهان بود که شخص به ویزا احتیاج نداشت. با این حال، رسیدن به آنجا آسان نبود. ژاپنی‌ها که شهر را کنترل می‌کردند، ترجیح می‌دادند به راه دیگری نگاه کنند. با این حال، برخی از مقامات فاسد نیز از وضعیت اسف بار یهودیان سوءاستفاده کردند. تا سال ۱۹۴۱، نزدیک به ۲۰٬۰۰۰ یهودی اروپایی در آنجا پناه گرفته بودند.
در اواخر جنگ، نمایندگان نازی ارتش ژاپن را تحت فشار قرار دادند تا طرحی را برای از بین بردن جمعیت یهودی شانگهای طراحی کند و سرانجام این فشار برای رهبری جامعه یهودی شناخته شد. با این حال، ژاپنی‌ها پس از حمله بدنام آنها به چین و حمله اضافی آنها به تعدادی دیگر از ملت‌های آسیا، قصد تحریک بیشتر خشم متفقین را نداشتند، بنابراین درخواست نازی‌ها را عقب انداختند. ژاپنی‌ها در نهایت با واسطه گری آمشنوئر ربی و مهارت ترجمه لئو هانین، یهودیان شانگهای را در امان نگه داشتند.

### اواخر سده بیستم
پس از جنگ جهانی دوم و تأسیس جمهوری خلق چین در سال ۱۹۴۹، بیشتر این یهودیان به اسرائیل یا غرب مهاجرت کردند، گرچه تعداد کمی از آنها باقی مانده بودند.

### سده ۲۱ ام
طبق آمار سال ۲۰۱۰ تخمین زده می‌شود که ۲۰۰۰ تا ۳۰۰۰ یهودی در شانگهای زندگی می‌کنند در ماه مه ۲۰۱۰، کنیسه اوهل راشل در شانگهای به‌طور موقت برای خدمات آخر هفته به جامعه محلی یهودی بازگشایی شد. کنیسه‌ها در پکن، شانگهای و هنگ کنگ یافت می‌شوند و به یهودیان بومی چینی، اسرائیلی‌ها و جوامع یهودی دیگر در سراسر جهان خدمت می‌کنند.
جامعه یهودیان کایفنگ گزارش کرده‌است که از سال ۲۰۱۵ افزایش سرکوب توسط مقامات، و احیای متوسطی را که در دهه ۱۹۹۰ تجربه کرد، معکوس کرد. رعایت خدمات مذهبی عمومی و برگزاری جشن‌های مذهبی مانند عید فصح و ساکوت ممنوع بوده و گروه‌های جامعه یهودی تعطیل شده‌اند.
تعداد کمی از یهودیان چینی موفق شده‌اند با کمک سازمان‌های خصوصی مانند شاوی اسرائیل، آلیا کنند و به اسرائیل مهاجرت کنند.